# Pierre de Gimel de Tudeils
 Pierre de Gimel de Tudeils , né le 28 janvier 1728 au château de Tudeils (Corrèze), mort le 26 avril 1801 à Saint-Michel-de-Bannières (Lot), est un général français de la Révolution et de l’Empire.

## États de service
Il entre en service le 20 avril 1745 comme surnuméraire dans l’artillerie, et il participe à la bataille de Fontenoy le 11 mai 1745. Il devient cadet le 13 mai 1745, et il est blessé lors du siège de Mons en 1746. 
Il est nommé sous-lieutenant le 10 mai 1747, lieutenant en second le 9 décembre 1751,  et lieutenant en premier en 1757. Il est à la bataille de Clostercamp, le 15 octobre 1760, et il est fait chevalier de Saint-Louis le 21 novembre 1760.
Le 15 janvier 1762, il devient capitaine en second, capitaine en premier le 15 octobre 1765, et chef de brigade le 1er janvier 1777. Lieutenant-colonel le 3 juin 1779, il participe à la Guerre d'indépendance des États-Unis, et il reçoit l’Ordre de Cincinnatus. De retour en France, il passe colonel titulaire le 4 juillet 1784, commandant d’artillerie le 1er avril 1791.
Il est promu général de brigade le 1er novembre 1792, et général de division le 8 mars 1793, commandant l’artillerie de l’armée des Pyrénées, il est suspendu le 14 avril 1794.
Il est admis à la retraite le 12 janvier 1795.

### Sources et bibliographie
- (en) « Generals Who Served in the French Army during the Period 1789 - 1814: Eberle to Exelmans »
- Pierre de Gimel de Tudeils  sur roglo.eu
- Étienne Charavay, Correspondance général de Carnot, tome 1, imprimerie Nationale, 1893.
- Docteur Robinet, Jean-François Eugène et J. Le Chapelain, Dictionnaire historique et biographique de la révolution et de l'empire, 1789-1815, volume 2, Librairie Historique de la révolution et de l’empire, 886 p. (lire en ligne), p. 48.